# Skeleton-Nordamerikameisterschaft 2003
Die 15. Skeleton-Nordamerikameisterschaft des Jahres 2003 wurde aus terminlichen Gründen noch am 14. Dezember 2002 in Park City ausgetragen. Am Start waren 31 Fahrer und Fahrerinnen, die zum überwiegenden Teil aus den USA kamen. Bei den Männern kamen 16 der 20 Starter aus den Vereinigten Staaten, bei den Frauen neun von elf. Ergänzt wurden die Läufe von jeweils zwei Kanadiern und bei den Männern von einem Mexikaner und einem Starter von den Amerikanischen Jungferninseln. Die Teilnehmer aus Kanada konnten mit drei Medaillen, darunter dem Titel bei den Frauen, dennoch die Hälfte der Medaillen gewinnen.

## Männer
| Platz | Athlet               | Zeit |
| ----- | -------------------- | ---- |
| 1     | Zach Lund            |      |
| 2     | Chad Omweg           |      |
| 3     | Nathan Cicoria       |      |
| 4     | Ryan Geertsen        |      |
| 5     | Caleb Smith          |      |
| 6     | Jared Griffin        |      |
| 7     | Mike Cline           |      |
| 8     | Turc Harmesynn       |      |
| 9     | Christopher Hedquist |      |
| 10    | Eric Bernotas        |      |
| 11    | Phillip Muirhead     |      |
| 12    | Taylor Clyde         |      |
| 13    | Justin Stoddard      |      |
| 14    | Steve Mayer          |      |
| 15    | Luis Carrasco        |      |
| 16    | Tell Hendren         |      |
| 17    | Jason Vanderhoven    |      |
| 18    | Stokes Aitken        |      |
| 19    | Troy Billington      |      |
| 20    | Randy Price          |      |

Datum: 14. Dezember 2002
Es waren 20 Fahrer aus vier Nationen am Start.

## Frauen
| Platz | Athlet              | Zeit |
| ----- | ------------------- | ---- |
| 1     | Michelle Kelly      |      |
| 2     | Lyndsie Peterson    |      |
| 3     | Deanna Panting      |      |
| 4     | Noelle Pikus-Pace   |      |
| 5     | Babs Isak           |      |
| 6     | Courtney Yamada     |      |
| 7     | Elaine Iba          |      |
| 8     | Kelly Magnuson      |      |
| 9     | Mackenzie Flanders  |      |
| 10    | Stephanie Gachowski |      |
| dsq   | Felicia Canfield    |      |
| dns   | Jody Barton         |      |

Datum: 14. Dezember 2002
Es waren elf von 12 gemeldeten Fahrerinnen aus zwei Nationen am Start.